# Saïd Akl
Pour les articles homonymes, voir Akl et Aql.
L'auteur Saïd Akl (aussi écrit Saïd Aql), né probablement le 4 juillet 1912 à Zahlé au Liban et mort le 28 novembre 2014 à Beyrouth au Liban à l'âge de 102 ans, est un poète libanais.
Plusieurs de ses poèmes ont été repris dans les chansons de la diva Fairouz, qu'il a qualifiée de « notre ambassadrice aux étoiles ». Il fut un grand ami du poète-compositeur Mansour Rahbani, qui a dit à propos de lui qu’il fut « le messager d’amour entre Fairouz et Assy Rahbani ». Il fut le réalisateur du magazine Yara.

## Biographie
Au cours de ses premières années, Akl était adhérent du Parti social nationaliste syrien (en arabe : الحزب السوري القومي الإجتماعي) dirigé par Antoun Saadé qui souhaitait l'intégration du Liban dans une grande Syrie, puis Akl prend position contre cette option politique et défend la singularité d'un Liban indépendant. Il est finalement expulsé par Saadé en raison de conflits idéologiques irréconciliables.
Akl adopta une doctrine autour du supposé caractère millénaire authentique du Liban. Son admiration pour l'histoire et la culture libanaises fut marquée cependant par une forte opposition à une identité arabe du Liban. Il aurait déclaré : « Je me couperais la main droite juste pour ne pas être arabe ». 
Saïd Akl était chrétien. Il soutenait que les Libanais ne sont pas des Arabes, mais des Phéniciens. Il fut aussi le maître à penser du parti des Gardiens des Cèdres fondé par Étienne Sacr et qui joua un rôle actif durant la guerre civile du Liban. 
La position de Saïd Akl concernant la Palestine est ambivalente. Il compose  la très célèbre chanson de Fairouz Zahrat Al-Madaïne (« La fleur des cités »),«  hymne d’attachement des peuples arabes à Jérusalem ». Toutefois dans le contexte de la guerre du Liban, il est iolemment[pas clair] anti-palestinien, et va jusqu'à soutenir l'invasion de son pays par l’armée israélienne en 1982. Il est l'auteur du slogan « que chaque Libanais tue un Palestinien et un Syrien » et applaudit en septembre 1982 aux massacres de Sabra et Chatila. Salah Stetié attribue ce type de propos à la culture d'extrême droite de Saïd Akl.

## Idées sur la langue arabe
Il a été professeur de langue arabe et sa poésie suivait les règles grammaticales consacrées par la tradition. 
Cependant il considérait que l'arabe écrit était condamné en raison de son caractère figé et déconnecté des divers dialectes arabes (de la langue orale et vivante) : « Lorsqu’une langue n’est plus vraiment parlée, affirme-t-il, elle se sclérose très vite, ce qui entraîne chez ceux qui continuent à l’écrire une véritable sclérose de l’esprit. (…) Au Moyen-Orient, les dialectes — l’égyptien, l’irakien, le saoudien, le libanais… — ont pris la relève de l’arabe écrit, lequel est maintenu artificiellement. La langue parlée, moins rigide, plus évolutive, plus malléable, a évincé la langue écrite. À terme, la langue arabe est condamnée à devenir une langue morte. Et si je suis devenu l’un des plus grands poètes arabophones, c’est justement afin d’acquérir la légitimité nécessaire pour affirmer cette idée . ». 
Aussi Said Akl a-t-il composé des chansons dans le dialecte libanais.

## Alphabet latin pour l'arabe libanais proposé par Saïd Akl
Il a élaboré une transcription du dialecte libanais en caractères latins
Utilisé dans Lebnaan.
- 1. aleef - C avec diacritique
- 2. be - B
- 3. pe - P
- 4. te - T
- 5. tahh - T avec diacritique
- 6. jiin - J
- 7. xe (ḥ) - X
- 8. ke - K
- 9. daal - D
- 10. daad - D avec diacritique
- 11. re - R
- 12. zayn - Z
- 13. zaah - Z avec diacritique
- 14. siin - S
- 15. saad - S avec diacritique
- 16. ciin - C
- 17. ayn - Y avec diacritique
- 18. gayn - G
- 19. ge - G avec diacritique
- 20. fe - F
- 21. ve - V
- 22. qaaf - Q
- 23. laam - L
- 24. miim - M
- 25. nuun - N
- 26. he - H
- 27. waaw - W
- 28. a - A
- 29. ah - A avec diacritique
- 30. i - I
- 31. eh - E
- 32. ə - E avec diacritique
- 33. o - O
- 34. u - U
- 35. uh - U avec diacritique
- 36. ye - Y